# Taocheng
Taocheng (桃城区,  Táochéng Qū) ist ein Stadtbezirk der bezirksfreien Stadt Hengshui in der chinesischen Provinz Hebei. Er hat eine Fläche von 608,8 km² und zählt 522.147 Einwohner (Stand: Zensus 2010). Er ist Stadtzentrum und Sitz der Stadtregierung.

## Administrative Gliederung
Auf Gemeindeebene setzt sich der Stadtbezirk aus vier Straßenvierteln, zwei Großgemeinden und vier Gemeinden zusammen. 